# L'Histoire de Minna Claessens
Pour plus de détails, voir Fiche technique et Distribution.
L'Histoire de Minna Claessens (De legende van Minna Claessens) est le premier long métrage belge, réalisé à Gand par le Français Alfred Machin, sorti en 1912. 
Quoique considéré comme perdu, ce film de fiction marque une date importante dans l'histoire du cinéma belge qui n'avait produit jusque-là que des actualités et de courts sujets documentaires. Il ne subsiste de lui que le scénario, conservé à Paris, à la Bibliothèque nationale. Des fragments du film ont été retrouvés en 2018 aux Pays-Bas.

## Synopsis
Un vieil artiste se souvient avec nostalgie de Minna Claessens, la jeune fille, morte de la tuberculose, qu'il a aimée autrefois. Érigée sur la place du village, la statue qu'il a sculptée est tout ce qu'il lui reste d'elle désormais.

## Fiche technique
- Titre français : L'Histoire de Minna Claessens
- Titre néerlandais : De legende van Minna Claessens
- Réalisation : Alfred Machin
- Scénario : Alfred Machin
- Directeur de la photographie : Jacques Bizeul
- Production : Belge Cinéma Film (Bruxelles)
- Pays d'origine :  Belgique
- Format : noir et blanc ; muet
- Durée : 24 minutes (460 mètres à la cadence de 16 images par seconde)
- Date : 1912

## Distribution
L'épouse du réalisateur, Germaine Lecuyer, interprète le rôle de Mimi-Pinson.
- Combes : Minna Claessens
- Fernand Crommelynck (non crédité)
- Denège : une danseuse
- Fernande Dépernay : Madame Henne Kens
- Germaine Lecuyer : Mimi-Pinson
- Jean Liézer : le vieux sculpteur Noël Stoenens
- Émile Mylo : le jeune sculpteur Moël Stoenens
- Théresa : une danseuse
- Willekins : le cabaretier